# Nùng Nàng
Nùng Nàng là một xã thuộc huyện Tam Đường, tỉnh Lai Châu, Việt Nam.
Xã Nùng Nàng có diện tích 36,2 km², dân số năm 1999 là 1993 người, mật độ dân số đạt 55 người/km².